# Grallaria quitensis
El tororoí leonado (en Colombia y Perú) (Grallaria quitensis), también denominado gralaria leonada (en Ecuador), chululú amarillento o tororoí leonado occidental, es una especie de ave paseriforme de la familia Grallariidae,  perteneciente al numeroso género Grallaria, anteriormente incluido en Formicariidae. Algunos autores sostienen que la presente se divide en más de una especie. Es nativa de la región andina del noroeste de América del Sur.

## Distribución y hábitat
La subespecie nominal se distribuye en los Andes centrales de Colombia, Ecuador y extremo norte de Perú; la subespecie alticola en los Andes orientales de Colombia; y la subespecie atuensis en los Andes del norte de Perú.
Esta especie es considerada bastante común en sus hábitats naturales: los bosques enanos y páramos, en las regiones donde predomina la vegetación no muy alta; hierba y arbustos aislados, en los Andes, principalmente entre los 2800 y 4500 m de altitud.

## Descripción
Mide de 16 a 18 cm de longitud. El plumaje de las partes superiores es marrón o pardo oliváceo, más claro en la región ocular y los lores; y el plumaje de las partes inferiores amarillo leonado.

## Sistemática

### Descripción original
La especie G. quitensis fue descrita por primera vez por el naturalista francés René Primevère Lesson en 1844 bajo el mismo nombre científico; la localidad tipo es: «vecindad de Quito, Ecuador».

### Etimología
El nombre genérico femenino «Grallaria» deriva del latín moderno «grallarius»: que camina sobre zancos; zancudo; y el nombre de la especie «quitensis», se refiere a la localidad tipo: Quito, Ecuador.

### Taxonomía
Las subespecies G. quitensis alticola, de los Andes orientales de Colombia, y G. quitensis atuensis, de los Andes del norte de Perú, son consideradas como especies separadas de la presente: el tororoí leonado norteño (Grallaria alticola) y el tororoí leonado sureño (Grallaria atuensis) respectivamente, por las clasificaciones Aves del Mundo (HBW) y Birdlife International (BLI) con base en diferencias morfológicas, de plumaje y vocales.

### Subespecies
Según las clasificaciones del Congreso Ornitológico Internacional (IOC) y Clements Checklist v.2018, se reconocen tres subespecies, con su correspondiente distribución geográfica:
- Grallaria quitensis alticola Todd, 1919 – Andes orientales de Colombia (noreste de Santander al sur hasta Cundinamarca).[12]
- Grallaria quitensis quitensis Lesson, 1844 – Andes centrales de Colombia (Caldas) hacia el sur, por Ecuador, hasta el extremo norte de Perú (este de Piura, noroeste de Cajamarca).[9]
- Grallaria quitensis atuensis Carriker, 1933 – Andes centrales del norte de Perú al sur del río Marañón, en el sur de Amazonas y este de La Libertad.[13]